# Karanggintung (Gandrungmangu)
Karanggintung is een bestuurslaag in het regentschap Cilacap van de provincie Midden-Java, Indonesië. Karanggintung telt 7727 inwoners (volkstelling 2010).